# Charlie Cassang
Pas d'image ? Cliquez ici

a Compétitions nationales et continentales officielles uniquement.

Dernière mise à jour le 28 mai 2023.
Charlie Cassang, né le 8 février 1995, est un joueur français de rugby à XV. Il évolue au poste de demi de mêlée à Oyonnax rugby depuis 2020.
Passé par le centre de formation de l'ASM Clermont, où il finit sa formation, il remporte le Championnat de France en 2017. Ensuite, il rejoint Oyonnax en 2020, où il est sacré champion de Pro D2 en 2023.

## Biographie

### Jeunesse et formation
Charlie Cassang est issu de l'Entente des 4 cantons, où il apprend les premiers rudiments du rôle de demi de mêlée, il arrive au SU Agen en cadet première année.
Il est étudiant à l'ESC Clermont Business School.
Il est sélectionné en équipe de France de rugby à XV des moins de 19 ans puis des moins de 20 ans, sans pour autant disputer de match officiel.

### Carrière professionnelle
Charlie Cassang fait ses grands débuts avec le groupe professionnel clermontois le 11 avril 2015 face à l'US Oyonnax.
En 2015, il est prêté un an à l'Aviron bayonnais,,.
À partir de la saison 2016-2017, il signe son premier contrat professionnel avec l'ASM Clermont. Bien qu'il ne dispute pas la finale, il fait partie du groupe vainqueur du Championnat de France en 2017 pour son retour de prêt en Auvergne.
En 2020, il s'engage avec Oyonnax Rugby pour un contrat de deux ans. En début d'année 2022, il prolonge son contrat avec le club jusqu'en 2025.
Durant la saison 2022-2023, Charlie Cassang est le demi de mêlée titulaire et l'un des leaders de son équipe. Il joue 21 matchs dont 19 en tant que titulaire, et marque 7 essais
. Cette saison, Oyonnax termine à la première place de la phase régulière de Pro D2 et se qualifie jusqu'en finale où il affronte Grenoble. Pour ce match, il est titulaire et inscrit le premier essai de la rencontre, permettant à Oyonnax de l'emporter sur le score de 14 à 3. Son club devient champion de Pro D2 et remonte en Top 14.

## Palmarès
- ASM Clermont
  - Vainqueur du Championnat de France en 2017
- Oyonnax rugby
  - Vainqueur du Championnat de France de Pro D2 en 2023